# Hekataios van Milete

Reconstructie van Hekataios' wereldkaart

Hekataios van Milete (Oudgrieks: Ἑκαταῖος ὁ Μιλήσιος; Latijn: Hecataeus) werd vóór 545 v.Chr. geboren in de Ionische kolonie Milete als zoon van een zekere Hegesandros, een plaatselijke aristocraat. Hij zou uitgroeien tot een van de eerste Ionische prozaschrijvers en is de oudste geschied- en aardrijkskundige wetenschapper van wie we ons een vrij scherp beeld kunnen vormen. Hij leefde tot ca. 480 v.Chr.
Door zijn reiservaring goed bekend met de macht van het Perzische Rijk, adviseerde Hekataios tégen de Ionische Opstand, die tot de verwoesting van zijn vaderstad Milete zou leiden. Na de nederlaag van de Ioniërs was hij de onderhandelaar die in 494 v.Chr. de Perzische satraap ertoe wist over te halen de voormalige status van de steden te herstellen.
Zowel in de oudheid als vandaag nog wordt Hekataios van Milete vaak verward met zijn naamgenoot Hekataios van Abdera, die ongeveer twee eeuwen later leefde en naast geschiedkundige werken ook commentaren op Homeros en Hesiodos geschreven heeft.

## Zijn leven
Het merendeel van wat we weten over Hekataios’ leven, kennen we dankzij Herodotos, voor wie de Milesiër tegelijk een bron van informatie en een mikpunt van kritiek was. Ten tijde van de Ionische opstand in 499 v.Chr. zou Hekataios zijn kennis over de sterkten en zwakten van het Perzische Rijk gebruikt hebben om de Milesische tiran Aristagoras raad te geven. Oorspronkelijk was hij zelfs tegen de opstand gekant, maar de tiran sloeg zijn advies in de wind. Over de authenticiteit van deze verhalen bestaat veel discussie. Misschien kunnen we ze opvatten als een eerbetoon vanwege Herodotos aan zijn intellectuele voorganger.

## Zijn werk
Zoals Anaximandros eerder gedaan had, tekende Hekataios de Περίοδος γῆς, een kaart van de toen bekende wereld. Het valt te betwijfelen of hij echt een leerling van Anaximandros was, zoals men soms beweert, maar we kunnen hem toch tot de “Milesische school” rekenen. Anders dan de bestaande περίπλοι (periploi, een soort navigatiegidsen) stelde hij zich niet tevreden met bepalingen over het kustgebied, maar gebruikte hij ook de windstreken om de onderlinge ligging van steden aan te geven. Hekataios verdeelde zijn kaart in meetkundige figuren en kreeg van Hērodotos het verwijt dat hij zijn systeem niet “verstandig uitlegde” (Hdt., 4, 36, 1). Het systeem maakte hem wel tot voorloper van Eudoxos van Knidos, die de breedte- en lengtegraden zou invoeren.
Als toelichting op zijn wereldkaart schreef Hekataios een Περιήγησις γῆς (Rondvaart om de wereld) in twee boeken: Ἐυρώπη en Ἀσίη (dat ook Afrika bevatte). In dit encyclopedische werk bood hij een overzicht van de landen en volkeren die je zou tegenkomen op een reis langs de kusten van de Middellandse Zee. Daarin ging hij veel verder dan het onmiddellijke praktische nut dat de περίπλοι beoogden. Uitweidingen leidden de lezer tot in Egypte, India, Perzië en Scythië. Het is niet duidelijk in hoeverre Hekataios secundaire bronnen gebruikte; Milete was tenslotte een knooppunt van handelswegen en maakte deel uit van het Perzische Rijk. Van het werk zijn slechts brokstukken bewaard gebleven, maar er is enige onenigheid over de authenticiteit.
Hekataios schreef ook een vier boeken lang mythografisch werk, meestal Γενεαλογίαι (Stambomen [van aanzienlijke families]) genoemd. Hierin trachtte hij de (legendarische) mensengeschiedenis te ordenen volgens stamboomkundige beginselen, vertrekkend van de Spartaanse koningslijsten, die begonnen bij Herakles , en eindigend bij de Homerische helden of hun zonen. De samenhang die Hesiodos gebracht had in de godenwereld, probeerde hij toe te passen op de wereld van de legendarische helden. Bovendien beoefende hij een vroege vorm van rationalistische historische kritiek, door de overdrijvingen en wonderbare gebeurtenissen psychologisch te duiden en aan te passen aan zijn prozaïsche schrijfstijl. Zijn zogenaamde "methodeverklaring" is later aangevoerd als symbool van een kritische houding: "Het volgende schrijf ik, zoals ik het voor waar houd; want de beweringen van de Grieken komen mij voor als tegenstrijdig en belachelijk ..." Herodotos verwijst ook naar dit werk, waarvan maar een paar stukjes over zijn. Hoewel Herodotos duidelijk teruggrijpt op de methode van Hekataios, oefent hij ook kritiek op hem uit.
Hoe divers de onderwerpen van Hekataios’ oeuvre ook mogen lijken, toch ging de beschrijving van ruimte en tijd, van geografie en geschiedenis hand in hand. Daarmee legde hij een brug tussen de archaïsche κατάλογοι (historische opsommingen) en de klassieke wereldbeschrijvingen. Deze ontwikkeling in het Ionische denken zou net als andere gelijkaardige bewegingen navolging krijgen in het gedachtegoed van de sofisten.

### Tekstuitgaven
- Creuzer, Friedrich, Historicorum graecorum antiquissimorum fragmenta (Heidelbergiae, 1806);
- Klausen, Rudolph Heinrich, Hecataei Milesii Fragmenta. Scylacis Caryandensis Periplus (Berolini, 1831);
- Müller, Carl, Fragmenta historicorum Graecorum (Parisiis, 1849);
- Nenci, Giuseppe, Hecataei Milesii fragmenta (Firenze, 1954);
- Jacoby, Felix, Die Fragmente der griechischen Historiker, Band 1,1: Genealogie und Mythographie: A. Vorrede, Text, Addenda, Konkordanz (Leiden, 19572);
- Fowler, Robert L., Early Greek Mythography, Volume I: Text (Oxford, 2000)[10].

### Over de Περίοδος γῆς
- Arana Marcos, José Ramón, ‘El mapa de Hecateo’, Veleia, 13 (1996), 77-91.

### Over de Περιήγησις γῆς
- La Penna, Antonio, ‘Ancora sui montoni cavalcati dai Pigmei (Ecateo fr. 328 J.)’, Maia, 31 (1979), 13-14;
- Hansen, Mogens Herman, ‘Hekataios’ Use of the Word Polis in his Periegesis’, in Thomas Heine Nielsen (ed.), Yet More Studies in the Ancient Greek Polis, Historia: Zeitschrift für alte Geschichte, 117 (Stuttgart, 1997), pp. 17–27.

### Over de Γενεαλογίαι
- Schadewaldt, Wolfgang, ‘Die Anfänge der Geschichtsschreibung bei den Griechen’, in Hellas und Hesperien. Gesammelte Schriften zur Antike und zur neueren Literatur. Zum sechzigsten Geburtstag von Wolfgang Schadewaldt am 15. März 1960 unter Mitarbeit von Klaus Bartels hrsg. von Ernst Zinn (Zürich-Stuttgart, 1960), pp. 395–416;
- Mazzarino, Santo, Il pensiero storico classico (Bari, 1966), pp. 70–79;
- Arduini, Maria Lodovica, Trattato di metodologia della ricerca storica. Volume 1 (Milano, 1996), pp. 112–117;
- Porciani, Leone, Prime forme della storiografia greca. Prospettiva locale e generale nella narrazione storica, Historia: Zeitschrift für alte Geschichte, 152 (Stuttgart, 2001).

### Hekataios en Herodotos
- Roveri, Attilio, La nascita delle forme storiche da Ecateo ad Erodoto, Studi pubblicati dall’Istituto di filologia classica, 13 (Bologna, 1963);
- Gwyn Griffiths, J., ‘Hecataeus and Herodotus on “A Gift of the River”’, Journal of Eastern Studies, vol. 25, no. 1 (1966), pp. 57-61;
- West, Stephanie, ‘Herodotus’ Portrait of Hecataeus’, The Journal of Hellenic Studies, 111 (1991), pp. 144–160;
- Armayor, O. Kimball, ‘Herodotus, Hecataeus and the Persian Wars’, in Vassos Karageorghis, Ioannis Taifacos (eds.), The World of Herodotus. Proceedings of an International Conference held at the Foundation Anastasios G. Leventis, Nicosia, September 18-21, 2003 and organized by the Foundation Anastasios G. Leventis and the Faculty of Letters, University of Cyprus (Nicosia, 2004), pp. 321–335.